# Fondo Mundial para el Medio Ambiente
El Fondo Mundial para el Medio Ambiente (FMAM, en inglés Global Environment Facility) es una asociación de 18 entes (agencias de la ONU, bancos multilaterales de desarrollo, entidades nacionales y ONG internacionales). Trabaja con 184 países,  de los cuales 40 son países donantes, financiando proyectos en una de las cinco ventanas del fondo: biodiversidad, cambio climático, degradación de la tierra, aguas internacionales, químicos y desechos.Para abordar los problemas medioambientales más urgentes, tanto a través de instituciones internacionales como de organizaciones de la sociedad civil y del sector privado. También apoya iniciativas nacionales de desarrollo sostenible. En 2017 el FMAM es el mayor financiador público de proyectos para mejorar el medio ambiente mundial. Proporciona fondos para proyectos relacionados con 7 áreas principales: biodiversidad, cambio climático, aguas internacionales, degradación del suelo, capa de ozono, gestión forestal sostenible y compuestos orgánicos persistentes.

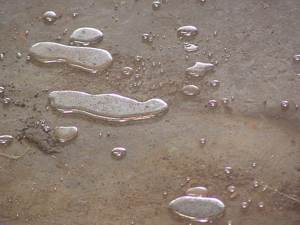
Gotas de mercurio. El mercurio es uno de los contaminantes contra los que lucha el FMAM.

## Mecanismo financiero
Desde 1991 el FMAM ha proporcionado a los países en desarrollo y países con economías en transición 12,5 millardos de dólares norteamericanos ($) y ha apalancado 58 millardos de $ cofinanciando más de 3 690 proyectos en más de 165 países. A través de su Programa de Pequeñas Donaciones, ha realizado más de 20 000 (que suman 653,2 millones de $) directamente a la sociedad civil y a organizaciones locales de base. El FMAM opera en ciclos de cuatro años, previo a los cuales adelanta una estrategia de reposición de recursos. Para cada periodo los donantes se comprometen a asignar una cuantía determinada.
Además el FMAM constituye el mecanismo financiero para los siguientes tratados:
- Convenio sobre la Diversidad Biológica
- Convención Marco de las Naciones Unidas sobre el Cambio Climático
- Convención de las Naciones Unidas para la Lucha contra la Desertificación
- Convención de Estocolmo sobre los Contaminantes Orgánicos Persistentes
- Convenio de Minamata sobre el Mercurio

Aunque el FMAM no está ligado formalmente al Protocolo de Montreal sobre sustancias que dañan la capa de ozono, apoya la aplicación de este tratado en países con economías en transición. 
A partir del GEF-4, cada país receptor dispone de una asignación específica destinada a las áreas de biodiversidad, degradación de tierras y cambio climático, determinada según criterios previamente establecidos. En el GEF-8, esta asignación se gestiona a través del Sistema Transparente de Asignación de Recursos (System for Transparent Allocation of Resources – STAR).

## Documento fundacional
El Instrumento para el establecimiento del FMAM reestructurado Archivado el 15 de marzo de 2016 en Wayback Machine. es el documento que, tras una fase piloto inicial, establece el FMAM. Este documento fue aceptado por los países miembros y adoptado en 1994 por las agencias que conforman el FMAM. Puede considerarse como el estatuto y el reglamento del FMAM, y contiene disposiciones para la gobernanza, participación, reposición de fondos, operaciones fiduciarias y administrativas. También establece los papeles y responsabilidades de los diferentes actores dentro del FMAM.

## Estructura
En la Asamblea participan representantes de todos los países miembros. Se reúne cada 3 o 4 años, y es responsable de revisar y evaluar las políticas generales, las operaciones y su membresía. También puede considerar y aprobar, por consenso, enmiendas al documento fundacional.
A ella acuden ministros y delegaciones gubernamentales de alto nivel. Combina sesiones plenarias con paneles de alto nivel, exposiciones, eventos accesorios y visitas a lugares donde se desarrollan proyectos del FMAM. Destacados ecologistas, parlamentarios, empresarios, científicos y dirigentes de ONG tratan los problemas medioambientales del mundo en el contexto del desarrollo sostenible y otros objetivos internacionales de desarrollo.
El Consejo es el principal órgano de gobierno del FMAM. Funciona como una junta independiente de directores, con responsabilidades primarias para desarrollar, adoptar y evaluar los programas del FMAM. Los integrantes del Consejo, que rotan cada 3 años, representan a 32 países miembros: 16 de países en desarrollo, 14 de países desarrollados y 2 de economías en transición. El Consejo se reúne presencialmente 2 veces al año durante 3 días y también lleva los temas por correo electrónico. Todas las decisiones se adoptan por consenso. 
La Secretaría del FMAM reside en Washington e informa directamente al Consejo y a la Asamblea, garantizando así que las decisiones de estos dos órganos se traducen en actos. La Secretaría coordina la formulación de proyectos incluidos en los programas de trabajo, supervisa su aplicación y asegura que se siguen las políticas y la estrategia operativa. Está encabezada por la doctora Naoko Ishii, jefa y presidenta del FMAM (CEO & chairperson).
El Comité Asesor Científico y Técnico (STAP por sus siglas en inglés)  es un grupo de científicos independientes que proporciona opiniones de expertos sobre las políticas y proyectos del FMAM. 
La Oficina Independiente de Evaluación establece los requisitos mínimos de gestión y evaluación, asegura que se cumplan y traslada a la Asamblea y al Consejo las lecciones aprendidas.

## Agencias
Las agencias "del" FMAM (no es que estos organismos "pertenezcan" al FMAM, sino más bien que estos organismos, grandes y de múltiples funciones, han creado el FMAM como una especie de "centro de coordinación" para llevar a cabo sus políticas medioambientales) son responsables de elaborar propuestas de proyectos y de gestionarlos. Estas agencias desempeñan un papel clave en el desarrollo de los proyectos sobre el terreno. Más precisamente, ayudan a los Gobiernos y ONG elegibles a desarrollar, aplicar y gestionar estos proyectos. Son las siguientes:
- Programa de las Naciones Unidas para el Desarrollo (PNUD)
- Programa de las Naciones Unidas para el Medio Ambiente (PNUMA)
- Banco Mundial
- Organización de las Naciones Unidas para la Alimentación y la Agricultura (FAO)
- Banco Interamericano de Desarrollo
- Organización de las Naciones Unidas para el Desarrollo Industrial
- Banco Asiático de Desarrollo
- Banco Africano de Desarrollo
- Banco Europeo de Reconstrucción y Desarrollo
- Fondo Internacional de Desarrollo Agrícola
- Fondo Mundial para la Naturaleza (conocido como WWF por sus siglas en inglés)
- Conservation International
- CAF-Banco de Desarrollo de América Latina
- Banco de Desarrollo de Sudáfrica
- Oficina de cooperación internacional del Ministerio de Medio Ambiente de China
- Fondo Brasileño para la Biodiversidad
- Unión Internacional para la Conservación de la Naturaleza
- Banco de Desarrollo del África Occidental

## Historia
El Fondo para el Medio Ambiente Mundial se estableció en octubre de 1991 como un programa piloto del Banco Mundial, dotado con un millardo de $, para ayudar a la protección del medio ambiente en el mundo y promover el desarrollo sostenible. El FMAM proporcionaría donaciones nuevas y adicionales, además de financiación concesional, para cubrir los costes "incrementales" o adicionales asociados con la transformación de un proyecto que diera beneficios nacionales en otro que proporcionara beneficios medioambientales internacionales.
El PNUD, el PNUMA y el Banco Mundial fueron los tres socios iniciales para aplicar los proyectos del FMAM.
En 1992, durante la Cumbre de la Tierra de Río de Janeiro, se reestructuró el FMAM y se sacó del sistema del Banco Mundial para devenir una institución permanente y separada. El acuerdo para convertir el FMAM en una organización independiente impulsó la implicación de países en desarrollo en el proceso de toma de decisiones y en la aplicación de los proyectos. Desde 1994, sin embargo, el Banco Mundial ha servido de fideicomisario del FMAM y le ha proporcionado servicios administrativos.
Como parte de la reestructuración se confió al FMAM el papel de mecanismo financiero para el Convenio sobre la Diversidad Biológica y la Convención Marco de las Naciones Unidas sobre el Cambio Climático. Asociado con el Protocolo de Montreal, el FMAM empezó a financiar proyectos que permitieron a la Federación Rusa y a naciones del este de Europa y Asia central dejar atrás el uso de productos químicos que dañan la capa de ozono.
Posteriormente el FMAM fue también seleccionado como mecanismo financiero de otros tres tratados internacionales: Convención de Estocolmo sobre los compuestos orgánicos persistentes (2001), Convención de las Naciones Unidas para la Lucha contra la Desertificación (2003) y Convenio de Minamata sobre el mercurio (2013).

## Áreas de trabajo
La actividad del FMAM se centra en 7 áreas principales: biodiversidad, cambio climático, aguas internacionales, degradación del suelo, capa de ozono, gestión forestal sostenible y compuestos orgánicos persistentes.
Biodiversidad: se encuentra fuertemente amenazada. Reducir la actual pérdida de biodiversidad se encuentra entre los mayores problemas actuales de la humanidad. De todos los problemas que afronta el mundo en la gestión de los bienes públicos mundiales, solo la pérdida de biodiversidad es irreversible. El FMAM apoya proyectos dirigidos contra los factores principales de la pérdida de biodiversidad.

Gráfico que muestra las emisiones anuales de dióxido de carbono por país, para los seis países con más emisiones anuales.

Cambio climático: el aumento de la temperatura de la atmósfera provocado por emisiones antropogénicas de gases de efecto invernadero es un problema mundial crítico que requiere acciones sustanciales. Entre ellas, inversión para reducir las emisiones, y adaptación a los cambios del clima y su variabilidad. Ya han aparecido los primeros efectos del cambio climático, y los científicos creen que impactos mayores son inevitables. Muchos de los impactos más serios y negativos serán desproporcionadamente soportados por los más pobres de los países en desarrollo. El FMAM apoya proyectos en países en desarrollo para:
- mitigar el cambio climático: reducir o evitar las emisiones de gases de efecto invernadero a través de energías renovables, eficiencia energética, transporte sostenible, gestión de la tierra, control de los cambios de uso de la tierra y silvicultura.

- adaptarse al cambio climático: conseguir que los países en desarrollo sean resilientes al clima promoviendo medidas de adaptación inmediatas y a largo plazo.

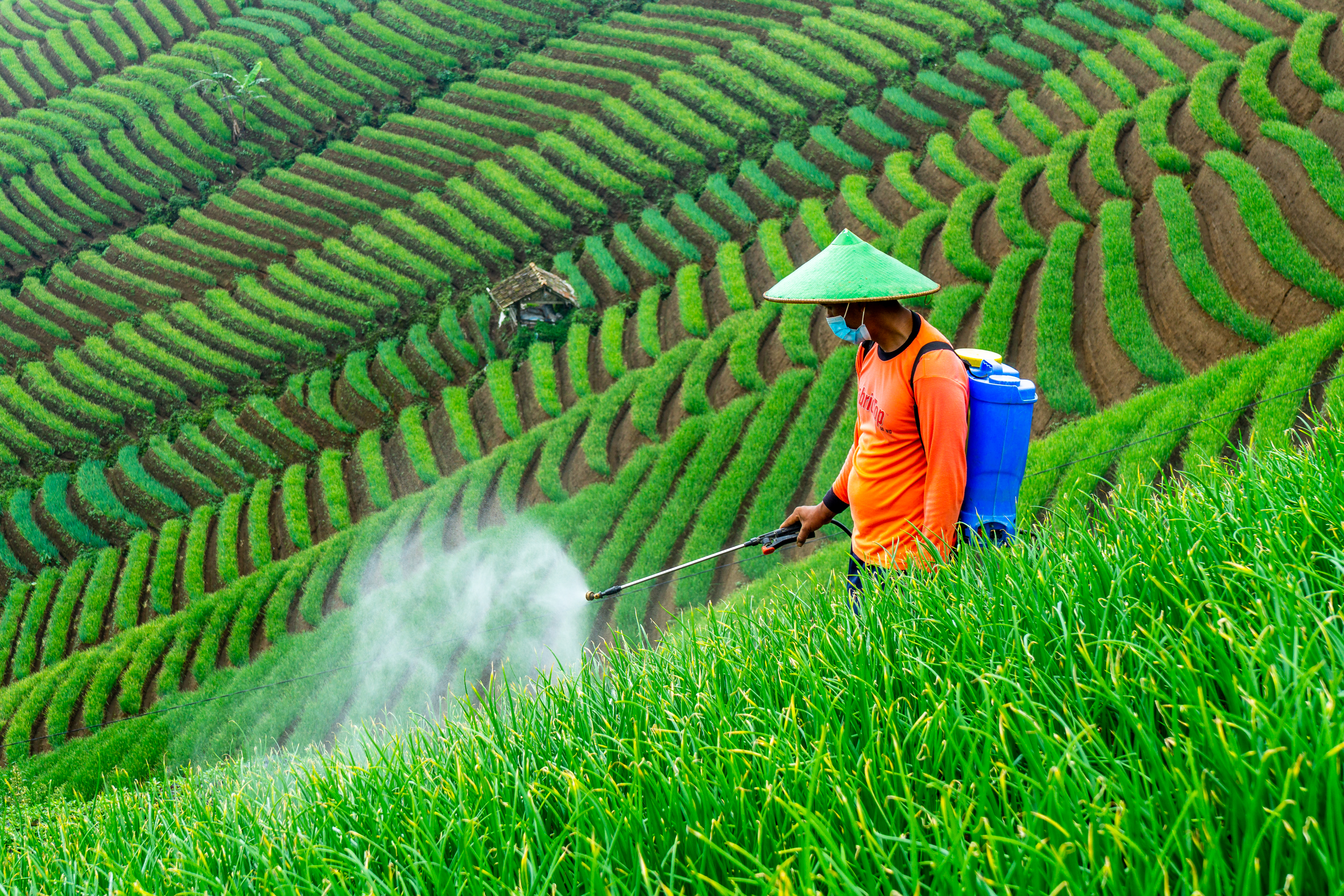
Uso de pesticidas orgánicos en un cultivo de hortalizas. Una alternativa para sustituir el papel de los pesticidas químicos.

Productos químicos: los Compuestos orgánicos persistentes son pesticidas, sustancias químicos industriales, o subproductos indeseados de procesos industriales que se han usado durante décadas, pero que recientemente se ha hallado que comparten varias características preocupantes:
- Persistencia: resisten a la degradación en el aire, el agua y los sedimentos.
- Bioacumulación: se acumulan en los tejidos vivos en mayores concentraciones que en el entorno circundante.
- Transporte a larga distancia: pueden viajar grandes distancias desde su fuente a través del aire, el agua o animales migratorios, contaminando a menudo áreas a miles de kilómetros de cualquier fuente conocida.

El FMAM apoya proyectos para eliminar la producción y uso de estos compuestos, para asegurar que sus residuos son gestionados y desechados de manera respetuosa con el medio ambientalmente, para identificar las fuentes y para reducir el vertido de subproductos.

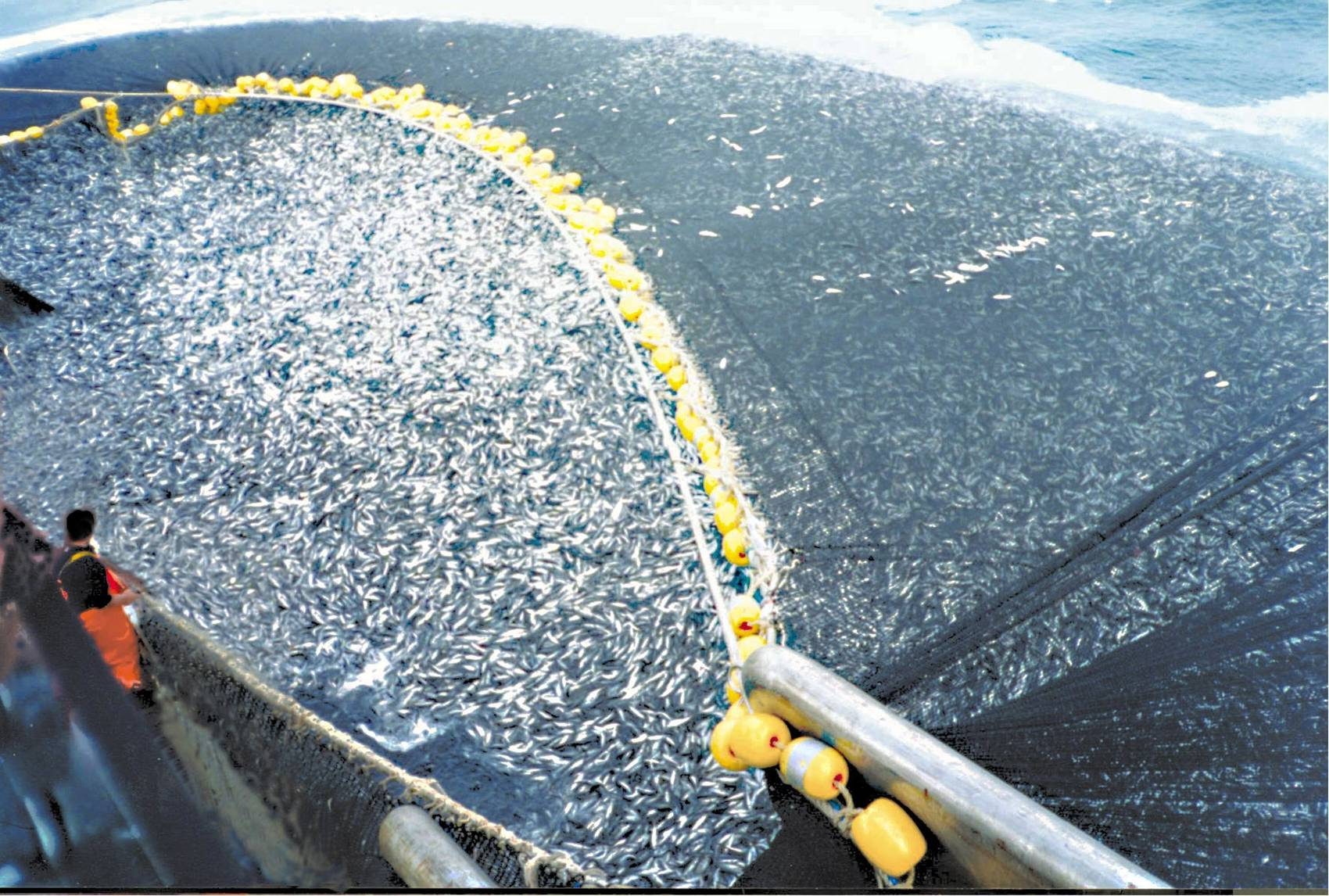
Sobrepesca de bacalao.

Aguas internacionales: las tomas de agua de ríos o lagos compartidos por varios países, para riego, consumo industrial o humano, junto con la contaminación, crean tensiones transfronterizas. También existen tensiones en los océanos, con 3/4 de los bancos pesqueros sometidos a sobrepesca, explotados al máximo o agotados. El FMAM apoya proyectos para ayudar a los países a trabajar juntos para superar esas tensiones en grandes sistemas hídricos, y a gestionar colectivamente sus cuencas y acuíferos transfronterizos, así como sus sistemas costeros y marinos, con el objetivo de compartir sus beneficios.

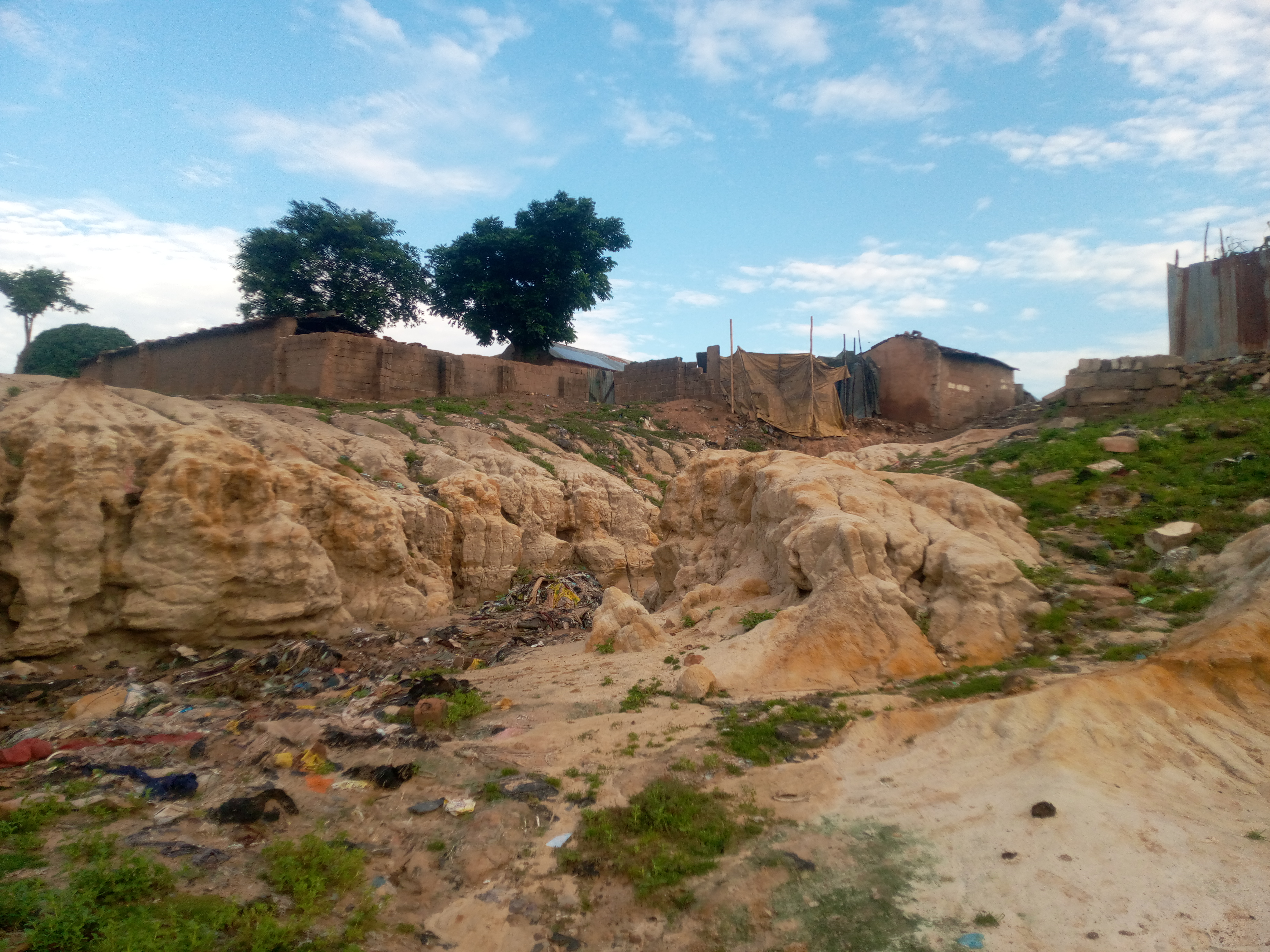
Degradación del suelo en Nigeria, África.

Degradación del suelo: es una gran amenaza para la biodiversidad, la estabilidad de los ecosistemas y la capacidad de una sociedad para funcionar. Debido a la interconexión de los diferentes ecosistemas, la degradación del suelo puede desencadenar procesos destructivos con efectos en cascada en toda la biosfera. La pérdida de biomasa a través de la tala de árboles sin replantado y la subsiguiente erosión del suelo que queda desnudo de vegetación, producen gases de efecto invernadero que contribuyen al cambio climático. El FMAM apoya proyectos para revertir y prevenir la desertificación o la degradación del suelo, y para mitigar los efectos de la sequía, con los objetivos de reducción de la pobreza y sostenibilidad medioambiental.
Gestión forestal sostenible / Reducción de las emisiones de la deforestación: los bosques cubren casi un tercio de las tierras emergidas. Proporcionan múltiples servicios beneficiosos, como conservación de la biodiversidad, fijación del carbono, protección contra la desertificación, los corrimientos de tierra y las inundaciones, atracción de la lluvia y liberación lenta a los ríos. Los bosques gestionados sosteniblemente pueden mejorar la provisión de madera y otros productos forestales para alrededor de 1 600 millones de personas cuyo modo de vida depende de los bosques. Se espera que los ecosistemas forestales desempeñen un papel clave para ayudar a las poblaciones de los países en desarrollo a adaptarse al cambio climático. El FMAM apoya proyectos de conservación de bosques (tanto áreas protegidas como las circundantes, que hacen de tampón), uso sostenible de los bosques (paisajes de producción silvícola, gestión forestal sostenible) y también proyectos dirigidos a bosques y árboles en un paisaje más amplio. 

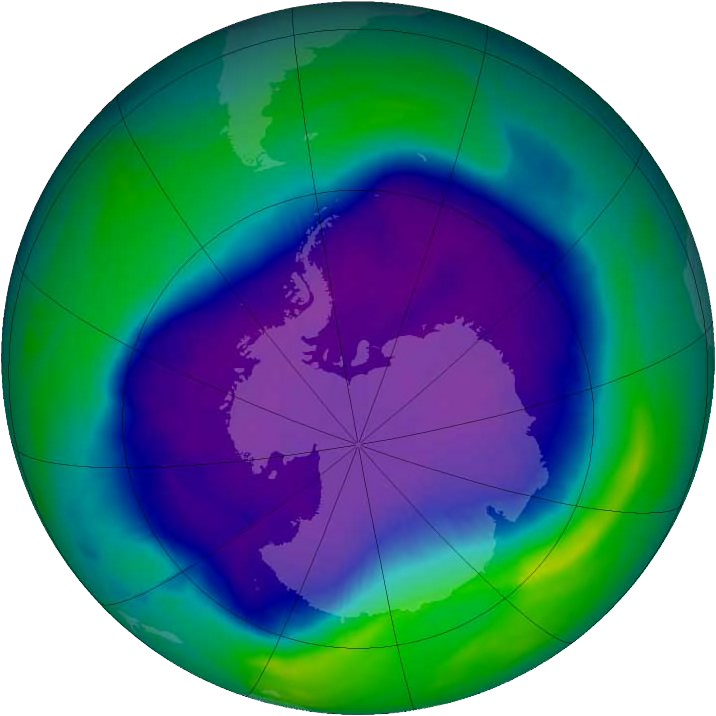
Gráfico del agujero de la capa de ozono.

Agujero de la capa de ozono:  los compuestos clorofluorocarbonados (CFC), que se usaban como refrigerantes, provocaban una reducción de la capa de ozono de la atmósfera. Esta capa protege a los seres vivos de una excesiva radiación ultravioleta. Si se adelgaza, supone un riesgo para la salud humana (mayor incidencia de cáncer de piel, por ejemplo) y el medio ambiente. Para atajar este peligro se adoptó el Convenio de Viena para la protección de la capa de ozono en 1985 y el Protocolo de Montreal sobre sustancias que dañan la capa de ozono en 1987. El FMAM apoya proyectos —en países en desarrollo y en economías en transición que no son elegibles para financiación por el Fondo Multilateral del Protocolo de Montreal— para llevar a cabo actividades que permitan sustituir el uso de sustancias que dañan el ozono por otras que no le afectan, de una manera coherente con las obligaciones de esos países establecidas en el Protocolo de Montreal.
Además de las 7 áreas focales, el FMAM también apoya varios temas y programas transversales:
- Resultados y aprendizaje
- Fondo de la Tierra y alianzas público-privadas
- Programa de pequeñas donaciones
- Programa de apoyo a países
- Promoción de la mujer
- Pequeños estados isleños en desarrollo